# William Friese-Greene
William Friese-Greene   (Bristol, 5 de setembre de 1855 - Londres, 5 de maig de 1921), més conegut com a William Friese-Greene, fou un fotògraf i inventor prolífic anglès. Va ser un dels pioners en l'àmbit de la imatge en moviment, i, fins i tot, molts el consideraren pare de la cinematografia, tal com es veu inscrit en la seva làpida al cementiri de Highgate.

## Biografia
William Edward Green va néixer el 7 de setembre de l'any 1855 a Bristol, Anglaterra. Pertanyia a una família obrera, el pare de la qual es dedicava a la metal·lúrgia.
L'any 1869, a l'edat de catorze anys, Friese-Greene va deixar l'escola per esdevenir aprenent del fotògraf Maurice Guttenberg. Durant el seu aprenentatge de la mà de Guttenberg, va revelar una traça especial pel treball de retrat. Amb el temps, es van enemistar i per l'any 1875, Friese-Greene ja havia establert els seus propis estudis tant a Bristol, com a Bath, sota el nom de The Photographic Institute. Abans d'això, però, va contraure matrimoni el 24 de març de 1874 amb Helena Friese, de qui va adoptar el cognom. L'èxit que va començar a tenir Friese-Greene va ser tal que l'any 1877 ja havia obert dues tendes, una a Bristol i l'altra a Plymouth.
Al voltant dels anys 80, Friese-Greene va començar a endinsar-se en el món de les imatges en moviment quan va entrar en contacte amb John Arthur Roebuck Rudge, un inventor de Bath que s'havia especialitzat en la creació de llanternes màgiques. El fotògraf va quedar fascinat davant la innovadora adaptació que J.A.R. Rudge havia fet de la llanterna màgica, la qual va anomenar "Biophantic Lantern" i que tenia la intenció de generar la il·lusió de moviment a través d'un procés que va anomenar "dissolving views". Friese-Greene va començar a treballar amb Rudge en la millora d'aquest dispositiu, adaptant-lo per tal que pogués projectar plaques fotogràfiques en una successió de set imatges. El moviment d'una imatge a l'altra però, resultava intermitent i es veia parcialment interromput. Finalment, van decidir anomenar el dispositiu "Biophantascope", i el van patentar l'any 1884.
L'any 1885, Friese-Greene va mudar-se a Londres, on es va associar amb el fotògraf i cinematògraf Esme Collings, amb qui va obrir diversos comerços. No obstant això, als pocs anys, una disputa de negocis va acabar amb la relació entre Esme Collings i Friese-Greene i, aquest últim, a la fi de la dècada dels 80, va unir-se amb l'enginyer londinenc Mortimer Evans. Junts, van dissenyar una càmera de seqüència que utilitzava pel·lícules de paper i que tenia la capacitat de fer quatre o cinc fotografies per segon. Aquesta càmera va ser patentada l'any 1889, malgrat no hi ha constància de cap projecció que resultés exitosa. També l'any 1889, Friese-Greene va utilitzar una càmera de seqüència estereoscòpica creada per Frederick Varley per enregistrar imatges del Hyde Park, malgrat tampoc ens resta actualment un registre que demostri que es realitzés una projecció amb èxit. Cal esmentar que, per aquella època també, el fotògraf Étienne-Jules Marey a França i Louis Le Prince a Gran Bretanya, ja havien reeixit enregistrant seqüències de imatges a una velocitat de fins a 20 imatges per segon, la qual cosa ja generava una sensació real de moviment.
Friese-Greene va seguir experimentant amb la imatge en moviment, però la seva concentració obsessiva en el seu treball van resultar en detriment pels seus interessos econòmics i l'any 1891 va ser declarat en bancarrota. Va haver d'enfrontar la desgràcia social i es va veure obligat a vendre la majoria del seu equipament i patents per tal d'intentar cobrir els seus deutes. No obstant això, l'any 1893, va patentar un nou dispositiu; una càmera/projector molt similar al model estereoscòpic de Varley. Podem trobar un exemplar d'aquesta exposada en el Museu Nacional de Mitjans de Comunicació National Media Museum a Bradford, West Yorkshire. Quan la projecció d'imatges en moviment va aconseguir eventualment tenir alguna aplicació comercial, Friese-Grenne ja havia abandonat aquest àmbit.
L'any 1896, Friese-Greene es va associar amb John Alfred Prestwich, un dels pioners en el desenvolupament de projectors i càmeres cinematogràfiques. Junts, van començar a desenvolupar un projector amb doble objectiu que tenia la finalitat d'erradicar el problema del pampallugueig (flickering) de les imatges en pantalla. Aquest però, no es va desenvolupar més enllà de ser un prototip, el qual també està exposat en el Museu Nacional de Mitjans de Comunicació National Media Museum.
Al voltant del 1898, Friese-Greene va començar a experimentar amb la cinematografia en color. Des del seu estudi de Middle Street a Brighton, va treballar en un procés additiu bicolor que produïa la il·lusió de color mitjançant l'exposició de cada fotograma en pel·lícules ordinàries en blanc i negre a través de dos filtres de colors diferents (vermell-taronja i blau-verd). Malgrat aquesta projecció proporcionava una veritable il·lusió de color, tenia l'inconvenient que patia un pampallugueig notable. L'any 1905 va patentar el procés i l'anomenà Biocolor. No obstant això, aviat es va veure eclipsat i substituït pel procés Kinemacolor, inventat per G.A.Smith L'any 1913, Froiese-Greene i el seu gestor financer S.F.Edge van iniciar una impugnació legal per la patent, que en aquell moment pertanyia al productor Charles Urban. La sentència va acabar resultant a favor de Friese-Greene, la qual cosa va provocar la decadència del Kinemacolor.
Friese-Greene va continuar treballant en els processos de color fins a la data de la seva mort, l'any 1921. El seu fill, Claude Friese-Greene, que va esdevenir un famós cinematògraf, va continuar desenvolupant el procés del seu pare i el va utilitzar en produccions com The Open Road (1926).

## La seva mort

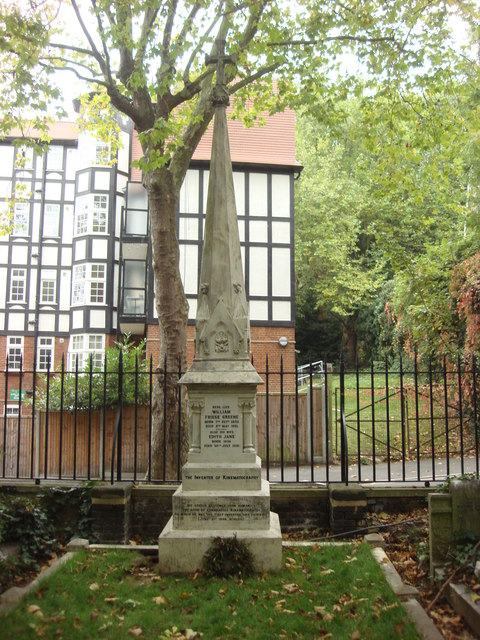
Làpida de William Friese-Greene al cementiri de Highgate.

William Friese-Greene va morir el 5 de maig de 1921 mentre donava una xerrada a una reunió que havia organitzat la indústria cinematogràfica a Londres per tal de discutir sobre l'estat de crisi en què es trobava en aquell moment la cinematografia britànica. Al cap de poc d'haver començat la seva intervenció, Friese-Greene va començar a esdevenir incoherent i, poc després, queia mort en el seu seient.
Friese-Greene va ser enterrat al cementiri de Highgate, a Londres.

## Friese-Greene després de la seva mort

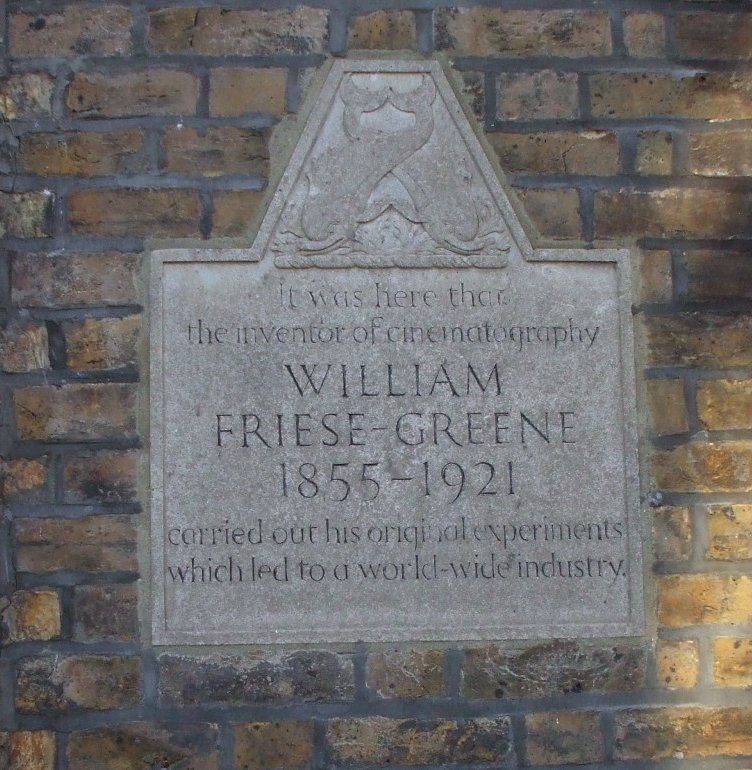
Placa commemorativa a Middle Street, Brighton.

William Friese-Greene va ser molt rellevant inclòs després de la seva mort. L'any 1951, es va produir la pel·lícula de caràcter biogràfic The Magic Box, dirigida per John Boulting i protagonitzada per Robert Donat en el paper de William Friese-Greene. La pel·lícula va ser projectada per primer cop en el Festival britànic (Festival of Britain).
A més a més, es va situar una placa commemorativa a Middle Street en el seu honor l'any 1957, la qual va ser destapada per Michael Redgrave, un dels actors que van participar en la pel·lícula The Magic Box.
També se li va donar el nom del inventor a un edifici d'oficines construït vora Middle Street i podem trobar una estatua de bronze d'ell als Estudis Pinewood.
Més recentment, l'any 2006, la BBC va emetre una sèrie de programes sota el nom The Lost World of Friese-Greene que tractaven principalment el treball de Claude Friese-Greene i l'ús que aquest va fer del procés Biocolor en les seves produccions.